# Heidelberger Frühling
Der Heidelberger Frühling wurde 1997 als klassisches Musikfestival gegründet und hat sich mittlerweile zu einer ganzjährig agierenden Kulturinstitution entwickelt, die Festivals, Konzertreihen und Förderprogramme für junge Künstler und Künstlerinnen mit jährlich rund 140 Veranstaltungen durchführt. Geschäftsführender Intendant ist seit 1997 Thorsten Schmidt. Der Heidelberger Frühling gehört zur Festivalregion Rhein-Neckar.

## Geschichte
Die Idee zum Heidelberger Frühling entstand anlässlich der 800-Jahr-Feier der Stadt Heidelberg. Zunächst beim Philharmonischen Orchester Heidelberg unter der Leitung des Orchestergeschäftsführers Thorsten Schmidt und des Generalmusikdirektors Thomas Kalb verortet, wurde das Musikfestival ab 2000 unter Thorsten Schmidt eigenständig. Im März 2006 wurde die Heidelberger Frühling gGmbH gegründet und 2010 die Stiftung Heidelberger Frühling ins Leben gerufen (seit 2021 Musikstiftung Heidelberg). Der Heidelberger Frühling Freundeskreis e. V. besteht seit 2001 und zählt rund 1250 Fördermitglieder. Die Festivaljahrgänge 2020 und 2021 mussten aufgrund der Corona-Pandemie abgesagt werden. 2022 feierte das Festival seinen 25. Geburtstag.
Seit der Saison 2022/23 ist der Pianist Igor Levit Co-Künstlerischer Leiter des Heidelberger Frühling Musikfestivals an der Seite von Intendant Thorsten Schmidt.

## Veranstaltungen

### Heidelberger Frühling Musikfestival
Seit 1997 finden jedes Jahr im März und April über vier Wochen rund 100 Konzerte und Veranstaltungen mit sowohl den internationalen Größen der klassischen Musikwelt als auch Nachwuchskünstlern statt, die durch diskursive Auseinandersetzung mit Musik über innovative, singuläre Programme, Formate und Projekte geprägt sind. Jede Festivalausgabe steht unter einem Leitthema: Brahmsfest (1997), Klingende Sprache – Sprechende Töne (1998), Wendezeichen (1999), Vom Eise befreit (2001), Zwischen Zeit und Ewigkeit (2002), Schein und Spiel (2003), Aus der neuen Welt (2004), Dialoge (2005), Das Eigene und das Fremde (2007), Zwischentöne (2008), Identität (2009), Ach Europa (2010), Zeitenwechsel (2011), Metamorphosen (2012), Perspektiven (2013), Parallelgeschichten (2014), Freiheit wagen (2015), Essential Gifts (2016), In der Fremde (2017), Eigen-Arten (2018), Wie wollen wir leben? (2019), FESTspiel (2022), ZUSAMMEN (2023), Brahms (2024), Befreite Zeit (2025).
2022 feierte das Festival nach zwei pandemiebedingt entfallenen Jahrgängen seinen 25. Geburtstag. In diesem Jahr wurde zusätzlich das Programm „re:start“ mit Konzerten bei freiem Eintritt im gesamten Heidelberger Stadtgebiet aufgelegt, das über 10.000 Menschen erreichte.
Am 20. April 2022 wurde im Rahmen des Festivals das 2. Klavierkonzert des amerikanischen Komponisten William Bolcom durch Igor Levit und das Mahler Chamber Orchestra unter der Leitung von Elim Chan in der Aula der Neuen Universität Heidelberg uraufgeführt. Der Kompositionsauftrag des Heidelberger Frühling wurde gefördert von Dietrich Götze.
Das Musikfestival 2025 findet vom 22. März – 13. April statt und steht unter dem Motto „Befreite Zeit“. In Spielstätten in ganz Heidelberg, darunter das neue Heidelberg Congress Center, sind 82 hochkarätige Veranstaltungen zu erleben. Ein besonderes Highlight ist die einzige Deutschlandaufführung aller fünf Klavierkonzerte von Sergej Prokofjew, gespielt von Igor Levit, begleitet vom Budapest Festival Orchestra unter der Leitung von Iván Fischer.

### Heidelberger Frühling Streichquartettfest
Seit 2012 findet Ende Januar das viertägige Heidelberger Frühling Streichquartettfest statt. Es gilt als erstes seiner Art, das sich nur mit der Gattung Streichquartett beschäftigt. Seit 2005 hatte es sich im Rahmen des Musikfestivals Heidelberger Frühling etabliert. Eingeladen werden jedes Jahr vier bis sechs Streichquartette, wobei etablierte Quartette auf junge Newcomer treffen. Spielort für das Streichquartettfest ist die Alte Pädagogische Hochschule Heidelberg. Alle zwei Jahre wird zu Beginn des Festivals der Streichquartettwettbewerb der Irene Steels-Wilsing Stiftung ausgetragen. Das Streichquartettfest wird 2025 20 Jahre alt und findet vom 23. —26. Januar statt. Unter dem Motto „Lachenmann. Bartók. Beethoven“ ist es dem großen zeitgenössischen Komponisten Helmut Lachenmann gewidmet, dessen Werke Ludwig van Beethoven und Béla Bartók gegenübergestellt werden.

### Heidelberger Frühling Liedfestival
Im Juni 2022 feierte das Liedfestival Premiere, das die Vielfalt der Gattung Lied zeigen möchte. Nach erfolgreichen weiteren Ausgaben in den Jahren 2023 und 2024 findet das nächste Liedfestival vom 24. Mai bis 1. Juni 2025 statt.

### Heidelberger Frühling Wettbewerb „Das Lied“
Der Heidelberger Frühling Wettbewerb „Das Lied“ wurde 2009 von Thomas Quasthoff ins Leben gerufen und hat sich innerhalb kürzester Zeit zu einem der wichtigsten Gesangswettbewerbe weltweit etabliert. Ziel ist es, große Liedsänger der jungen Generation zu fördern. Er bietet ebenfalls die Möglichkeit für Publikum, Veranstalter, Festivals und Agenturen, die Stimmen von morgen zu entdecken. Neben Preisgeldern in Höhe von 40.000 Euro werden den Preisträger Konzerte in international renommierten Konzerthäusern vermittelt. Vorher in Berlin beheimatet, wird der Wettbewerb seit 2017 vom Heidelberger Frühling veranstaltet. Die Ausgabe 2023 gewannen der 24-jährige Tenor Laurence Kilsby aus England und der 33-jährige Tenor Tae Hwan Yun aus Südkorea.

### Heidelberger Frühling Kammermusik Plus
Seit 2018 veranstaltet der Heidelberger Frühling die ganzjährige Abonnementreihe Kammermusik Plus mit neun Konzerten mit verschiedenen Kammermusikbesetzungen von September bis Juni. Sie ist aus der Konzertreihe der Gesellschaft der Musik- und Kunstfreunde Heidelberg hervorgegangen, die 1945 gegründet und 2018 aufgelöst wurde. Spielort ist die Aula der Alten Universität Heidelberg.

### Heidelberger Frühling Musikkonferenz
Seit 2013 veranstaltet der Heidelberger Frühling eine zweitägige Fachtagung für die Konzert- und Festivalbranche. Die Musikkonferenz widmet sich in jeder Ausgabe einem anderen Thema.
- 2013: „Festivals 3.0 – eine Möglichkeit Zukunft zu gestalten?“, die Eröffnungskeynote hielt Gerard Mortier
- 2014: „Neues schaffen statt Copy & Paste“, u. a. mit Architekt und ausgebildetem Musiker Daniel Libeskind
- 2015: „Die Kunst ist frei – aber wie lange noch?“
- 2018: „Der Kult des Besonderen – Wie eine Gesellschaft im Wandel das Verhältnis von Musikbetrieb und Publikum revolutioniert“
- 2020 (hybrid): „Was jetzt?! Auf der Suche nach der Relevanz von morgen“ u. a. mit Folkert Uhde, Holger Noltze oder John Sloboda[8]

## Akademien
2011 wurde die Festivalakademie als kreatives Zentrum des Heidelberger Frühling gegründet. Sie umfasste vier Bereiche: Lied (Künstlerischer Leiter: Thomas Hampson), Kammermusik (Künstlerischer Leiter: Igor Levit), Komposition (Nachfolge des Heidelberger Ateliers, Künstlerischer Leiter: Matthias Pintscher) und Musikjournalismus (Künstlerische Leiterin: Eleonore Büning). Mentoren vergangener Akademiejahrgänge waren Barbara Bonney, Ian Bostridge, Brigitte Fassbaender, Graham Johnson, Thomas Quasthoff, Wolfram Rieger, Veronika Eberle, Ning Feng, Matan Porat, Thorleif Thedéen, Frederic Rzewski, Manuel Brug und Sophie Diesselhorst. Hinzu kamen zahlreiche Fachreferenten aus geisteswissenschaftlichen Disziplinen.
Die Liedakademie hat sich unter der Künstlerischen Leitung von Thomas Hampson, der Heidelberg und dem Heidelberger Frühling seit der „Wunderhorn-Woche“ 2006 eng verbunden ist, inzwischen zu einem ganzjährigen Förderprogramm für junge Sänger und Pianisten entwickelt. Kooperationspartner ist der Pierre Boulez Saal Berlin, dessen Schubert-Woche jedes Jahr im Januar von Thomas Hampson mit Stipendiaten der Liedakademie gestaltet wird.

## Liedschwerpunkt
Heidelberg gilt als Stadt des Liedes – nicht zuletzt durch Clemens Brentanos und Achim von Arnims Liedsammlung Des Knaben Wunderhorn. Deshalb macht es sich der Heidelberger Frühling zur Aufgabe, die Gattung des Kunstliedes wieder einem breiteren Publikum zugänglich zu machen. Die Gründung des Heidelberger Frühling Liedzentrums im Februar 2016 bündelt diese Aktivitäten.
So waren in der Vergangenheit bereits fast alle großen Liedinterpreten in der Neckarstadt zu hören, unter anderem Annette Dasch, Jonas Kaufmann, Christine Schäfer, Christian Gerhaher, Christoph Prégardien, Thomas Hampson und viele andere.
Zu den Projekten des Liedzentrums gehört einer der renommiertesten Wettbewerbe für Liedgesang – Thomas Quasthoffs Wettbewerb „Das Lied“, der seit 2009 alle zwei Jahre ausgetragen wird und seit 2017 als Heidelberger Frühling Wettbewerb „Das Lied“ in Heidelberg stattfindet.
2021 wurde das Digitalprojekt „Lied Me!“ mit neun Kurzfilmen veröffentlicht, das während des kulturellen Lockdown in der Corona-Pandemie 2020 entstanden ist. Regie führte Thomas Grube.

## Musikvermittlung von Jugendlichen für Jugendliche
Unter dem Namen „Classic Scouts“ machen seit 2008 Jugendliche zwischen 14 und 18 Jahren Gleichaltrige mit klassischer Musik vertraut und gestalten den Heidelberger Frühling mit. Im Oktober 2015 wurden die „Classic Scouts“ mit dem ECHO Klassik in der Kategorie Nachwuchsförderung ausgezeichnet.

## Musikpreis des Heidelberger Frühling
Seit 2013 gibt es den Musikpreis des Heidelberger Frühling. Die Auszeichnung ist mit 10.000 Euro dotiert, gestiftet vom Gründungspartner des Heidelberger Frühling Heidelberg Materials. Er wird an Kulturschaffende oder Kulturjournalisten vergeben, die sich substanziell und nachhaltig für die Vermittlung von klassischer Musik einsetzen. Bisherige Preisträger sind:
- 2013: Klarinettist, Komponist und Dirigent Jörg Widmann
- 2014: Musikjournalistin Eleonore Büning
- 2015: Österreichischer Pianist und Kulturmanager Markus Hinterhäuser
- 2016: Bariton Christian Gerhaher
- 2017: Hotelier und Festivalleiter Klaus Lauer (Römerbad-Musiktage, Badenweiler Musiktage)[13]
- 2018: Pianistin Gabriela Montero
- 2019: John Gilhooly (Direktor Wigmore Hall)
- 2020/21: Bariton Thomas Hampson[14]
- 2023: Schlagzeuger Martin Grubinger[15]

## Spielstätten
Hauptspielort der Veranstaltungen des Heidelberger Frühling ist das Kongresshaus Stadthalle Heidelberg aus der Gründerzeit, das derzeit saniert wird. Weitere Spielstätten sind unter anderem die Aula der Neuen Universität Heidelberg, die Aula der Alten Universität Heidelberg, die Alte Pädagogische Hochschule Heidelberg oder das Dezernat 16. Als ungewöhnliche Konzertorte dienten dem Festival in der Vergangenheit das Atrium des Forschungs- und Entwicklungszentrums der Heidelberger Druckmaschinen AG, das Operon Auditorium Europäisches Laboratorium für Molekularbiologie, das Studio Villa Bosch, das Restaurant Stadtgarten, das Gesellschaftshaus der BASF SE Ludwigshafen und die Backstube der Bäckerei Mantei.

## Finanzierung
Die Stadt Heidelberg ist Gesellschafterin der Heidelberger Frühling gGmbH und stellt zusammen mit dem Land Baden-Württemberg über einen jährlichen Zuschuss ca. 25 % des Etats, die übrigen etwa 75 % erwirtschaftet der Heidelberger Frühling über Eigeneinnahmen (v. a. Einnahmen aus dem Ticketverkauf), Fundraising und Sponsoring.
Wesentliches Element des Fundraising ist der Freundeskreis des Heidelberger Frühlings e. V., der seit 2001 besteht und in dem sich mehr als 1000 Unternehmen und Privatpersonen zusammengeschlossen haben, um das Festival von Seiten der Heidelberger Wirtschaft und Bürgerschaft zu unterstützen.
Hauptförderer des Musikfestivals Heidelberger Frühling sind Heidelberg Materials als Gründungspartner, die MLP AG, Octapharma und SAP SE.